# Ruan Tressoldi
Ruan Tressoldi (Tramandaí, Río Grande del Sur, Brasil, 7 de junio de 1999), conocido solo como Ruan, es un futbolista brasileño. Juega de defensa y su equipo es el São Paulo F. C. de la Serie A de Brasil.

## Trayectoria
Ruan comenzó su carrera en el Grêmio proveniente del Novo Hamburgo. Debutó en el Campeonato Brasileño de Serie A el 3 de diciembre de 2017 en la derrota por 4-3 ante Atlético Mineiro.
El 11 de agosto de 2021 fue transferido a la U. S. Sassuolo Calcio de Italia; continuó en Grêmio a préstamo hasta el final de la temporada. En el conjunto italiano estuvo tres campañas y en agosto de 2024 regresó a Brasil después de ser cedido al São Paulo F. C. hasta junio de 2025.

## Estadísticas
Actualizado al último partido disputado el 8 de diciembre de 2024.
| Club                           | Div.          | Temporada     | Liga  | Liga  | Liga estatal | Liga estatal | Copas nacionales | Copas nacionales | Copas internacionales | Copas internacionales | Total | Total |
| Club                           | Div.          | Temporada     | Part. | Goles | Part.        | Goles        | Part.            | Goles            | Part.                 | Goles                 | Part. | Goles |
| ------------------------------ | ------------- | ------------- | ----- | ----- | ------------ | ------------ | ---------------- | ---------------- | --------------------- | --------------------- | ----- | ----- |
| Grêmio · Brasil                | 1.ª           | 2017          | 1     | 0     | 0            | 0            | 0                | 0                | —                     | —                     | 1     | 0     |
| Grêmio · Brasil                | 1.ª           | 2018          | 0     | 0     | 1            | 0            | 0                | 0                | —                     | —                     | 1     | 0     |
| Grêmio · Brasil                | 1.ª           | 2019          | 1     | 0     | 0            | 0            | 0                | 0                | —                     | —                     | 1     | 0     |
| Grêmio · Brasil                | 1.ª           | 2020          | 4     | 0     | 0            | 0            | 0                | 0                | 2                     | 0                     | 6     | 0     |
| Grêmio · Brasil                | 1.ª           | 2021          | 23    | 0     | 12           | 0            | 2                | 0                | 8                     | 0                     | 45    | 0     |
| Grêmio · Brasil                | Total club    | Total club    | 29    | 0     | 13           | 0            | 2                | 0                | 10                    | 0                     | 54    | 0     |
| U. S. Sassuolo Calcio · Italia | 1.ª           | 2021-22       | 10    | 0     | —            | —            | 2                | 0                | —                     | —                     | 12    | 0     |
| U. S. Sassuolo Calcio · Italia | 1.ª           | 2022-23       | 23    | 0     | —            | —            | 0                | 0                | —                     | —                     | 23    | 0     |
| U. S. Sassuolo Calcio · Italia | 1.ª           | 2023-24       | 26    | 0     | —            | —            | 3                | 0                | —                     | —                     | 29    | 0     |
| U. S. Sassuolo Calcio · Italia | Total club    | Total club    | 59    | 0     | 0            | 0            | 5                | 0                | 0                     | 0                     | 64    | 0     |
| São Paulo F. C. · Brasil       | 1.ª           | 2024          | 8     | 0     | —            | —            | 0                | 0                | 0                     | 0                     | 8     | 0     |
| São Paulo F. C. · Brasil       | Total club    | Total club    | 8     | 0     | 0            | 0            | 0                | 0                | 0                     | 0                     | 8     | 0     |
| Total carrera                  | Total carrera | Total carrera | 96    | 0     | 13           | 0            | 7                | 0                | 10                    | 0                     | 126   | 0     |

## Palmarés

### Títulos estatales
| Título            | Club   | País               | Año  |
| ----------------- | ------ | ------------------ | ---- |
| Campeonato Gaúcho | Grêmio | Río Grande del Sur | 2018 |
| Campeonato Gaúcho | Grêmio | Río Grande del Sur | 2019 |
| Campeonato Gaúcho | Grêmio | Río Grande del Sur | 2020 |
| Campeonato Gaúcho | Grêmio | Río Grande del Sur | 2021 |

### Títulos internacionales
| Título              | Equipo | Sede     | Año  |
| ------------------- | ------ | -------- | ---- |
| Copa Libertadores   | Grêmio | Conmebol | 2017 |
| Recopa Sudamericana | Grêmio | Conmebol | 2018 |

## Vida personal
Su hermano Ramon Tressoldi también es futbolista.